# Aleix García
Aleix García Serrano (Ulldecona, 28 juni 1997) is een Spaans voetballer die doorgaans als middenvelder voor Bayer Leverkusen. Aleix debuteerde in 2023 in het Spaans voetbalelftal.

## Clubcarrière
García verruilde Ulldecona op achtjarige leeftijd voor Villarreal CF. Hij debuteerde op 26 april 2014 op zestienjarige leeftijd voor Villarreal CF B in de Segunda División B, tegen CF Badalona. Gedurende het seizoen 2014/15 kwam de aanvallende ingestelde middenvelder zowel voor het C-elftal als voor het B-elftal uit. García maakte op 23 mei 2015 zijn debuut in de Primera División. Hij mocht op de laatste speeldag van het seizoen 2014/15 uit tegen Athletic Bilbao invallen voor Antonio Rukavina. Villarreal verkocht García op 27 augustus 2015 voor twee miljoen euro aan Manchester City, waar hij zijn handtekening zette onder een vijfjarige verbintenis. Op 17 september 2016 maakte hij zijn debuut in de Premier League toen hij tegen AFC Bournemouth in de 75e minuut mocht invallen voor Kevin De Bruyne. García klokte in het seizoen 2016/17 af op acht optredens in het eerste elftal van Manchester City: vier in de competitie (waarvan één basisplaats tegen Middlesbrough FC in april 2017) en vier in de bekercompetities.
Op 1 augustus 2017 werd García voor één seizoen uitgeleend aan de Spaanse eersteklasser Girona FC. Op het einde van het seizoen werd zijn uitleenbeurt met nog een jaar verlengd. Na de degradatie van Girona werd hij in het seizoen 2019/20 uitgeleend aan de Belgische eersteklasser Royal Excel Moeskroen. Daar verraste hij door in zijn eerste drie competitiewedstrijden meteen vier keer te scoren, terwijl hij bij zijn vorige clubs nooit echt een veel scorer was.

## Clubstatistieken
| Seizoen         | Club              | Competitie       | Competitie | Competitie | Beker | Beker | Internationaal | Internationaal | Totaal | Totaal |
| Seizoen         | Club              | Competitie       | Wed.       | Dlp.       | Wed.  | Dlp.  | Wed.           | Dlp.           | Wed.   | Dlp.   |
| --------------- | ----------------- | ---------------- | ---------- | ---------- | ----- | ----- | -------------- | -------------- | ------ | ------ |
| 2014/15         | Villarreal CF     | Primera División | 1          | 0          | 0     | 0     | 0              | 0              | 1      | 0      |
| 2015/16         | Manchester City   | Premier League   | 0          | 0          | 1     | 0     | 0              | 0              | 1      | 0      |
| 2016/17         | Manchester City   | Premier League   | 4          | 0          | 4     | 1     | 0              | 0              | 8      | 1      |
| 2017/18         | → Girona FC       | Primera División | 20         | 1          | 1     | 0     | —              | —              | 21     | 1      |
| 2018/19         | → Girona FC       | Primera División | 31         | 2          | 3     | 0     | —              | —              | 34     | 2      |
| 2019/20         | → Excel Moeskroen | Eerste klasse A  | 23         | 5          | 1     | 0     | —              | —              | 24     | 5      |
| 2020/21         | Dinamo Boekarest  | Liga 1           | 7          | 0          | 0     | 0     | —              | —              | 7      | 0      |
| Carrière totaal | Carrière totaal   | Carrière totaal  | 86         | 8          | 10    | 1     | 0              | 0              | 96     | 9      |

Bijgewerkt op 12 januari 2021.

## Interlandcarrière
García kwam uit voor diverse Spaanse nationale jeugdelftallen. Hij debuteerde op 16 november 2023 in het eerste elftal van Spanje, als vervanger van Mikel Merino in het met 1–3 gewonnen EK-kwalificatieduel tegen Cyprus. Hij werd op 27 mei 2024 door bondscoach Luis de la Fuente opgenomen in de voorlopige Spaanse selectie voor het EK 2024 in Duitsland, maar viel af voor de definitieve selectie.